# Carl von Voit
Carl von Voit (Amberg, 31 ottobre 1831 – Monaco di Baviera, 31 gennaio 1908) è stato un fisiologo tedesco.

## Biografia
Voit nacque ad Amberg. Dal 1848 al 1854 studiò presso le università di Monaco e Würzburg. A Monaco, i suoi insegnanti erano Justus von Liebig e Max Joseph Pettenkofer, e a Würzburg era allievo di Albert von Kölliker. Nel 1855 proseguì la sua formazione all'Università di Göttingen sotto il chimico Friedrich Wohler, e nel 1856/57 prestò servizio come assistente a Theodor von Bischoff a Monaco di Baviera. Nel 1857 ottenne la sua abilitazione e dal 1863 fu professore ordinario di fisiologia e curatore della collezione fisiologica dell'Università di Monaco.
Carl von Voit è considerato da molti il "padre" della moderna dietetica.
Era anche un insegnante di successo, attirando studenti internazionali all'Università di Monaco. Uno dei suoi allievi tedeschi più noti era Max Rubner.

## Opere
- Die Gesetze der Ernährung des Fleischfressers (Leipzig 1860)
- Über die Wirkung des Kochsalzes, des Kaffees und der Muskelbewegung auf den Stoffwechsel (Munich 1860)
- Über die Kost in öffentlichen Anstalten (Munich 1876)
- Untersuchung der Kost in einigen öffentlichen Anstalten (Munich 1877)
- Über die Entwickelung der Erkenntnis (Munich 1879)
- Physiologie des allgemeinen Stoffwechsels und der Ernährung (volume 6, prima sezione di Ludimar Hermann "Handbuch der Physiologie", Leipzig 1881)
- Zeitschrift für Biologie (con Ludwig von Buhl e Max von Pettenkofer)